# Thomas Xenakis
Thomas Xenakis (in greco Θωμάς Ξενάκης?; Nasso, 30 marzo 1875 – Orange, 7 luglio 1942) è stato un ginnasta greco.
Partecipò alle gare di ginnastica delle prime Olimpiadi moderne che si svolsero ad Atene nel 1896.
Prese parte alla gara di fune, vincendo la medaglia di argento. Vinse la medaglia d'argento nelle parallele a squadre, con la Ethnikos Gymnastikos Syllogos.